# Luis Concepción
Luis Concepción est un boxeur panaméen né le 6 octobre 1985 à Panama City.

## Carrière
Passé professionnel en 2006, il échoue par deux fois à devenir champion des poids mouches WBA face à Hernan Márquez en 2011 puis champion WBC des super-mouches face à Carlos Cuadras en 2015. Le 31 août 2016, il s'empare finalement de la ceinture WBA des super-mouches aux dépens du boxeur japonais Kohei Kono mais perd aux points dès sa première défense contre Khalid Yafai le 10 décembre 2016.
Concepción s'incline également dans un autre championnat du monde le 20 novembre 2021 face à Artem Dalakian, champion WBA des poids mouches, par arrêt de l’arbitre au 9e round.